# Carretera Estatal de Idaho 8
La Carretera Estatal de Idaho 8, y abreviada SH 8 (en inglés: Idaho State Highway 8) es una carretera estatal estadounidense ubicada en el estado de Idaho. La carretera inicia en el oeste desde la SR 270  en Moscow hacia el este en la 1st Street y Main Street en Elk River. La carretera tiene una longitud de 86,2 km (53.589 mi).

## Mantenimiento
Al igual que las autopistas interestatales, y las rutas federales y el resto de carreteras estatales, la Carretera Estatal de Idaho 8 es administrada y mantenida por el Departamento de Transporte de Idaho por sus siglas en inglés ITD.